# Nati nel 1912/Maggio
| Questa pagina contiene informazioni ricavate automaticamente dalle voci biografiche con l'ausilio del template Bio e di un bot. L'aggiornamento è periodico e automatico e ricostruisce completamente la pagina. Se manca una persona in questa lista, sei pregato di non aggiungerla, ma accertati piuttosto che la sua voce biografica contenga il template Bio e che i dati anagrafici siano correttamente compilati. Se il template Bio manca, inseriscilo tu stesso o, in alternativa, metti l'avviso {{tmp\|Bio}} che ne segnala la mancanza. Se i dati riportati sono sbagliati, correggi direttamente la voce biografica; le modifiche saranno visibili in questa lista entro pochi giorni. Per chiarimenti vedi il progetto biografie. La lista contiene solo le 146 persone che sono citate nell'enciclopedia e per le quali è stato implementato correttamente il template Bio. Pagina aggiornata al 26 lug 2025. |

- 1º maggio - Otto Kretschmer, ammiraglio tedesco († 1998)
- 1º maggio - Winthrop Rockefeller, politico statunitense († 1973)
- 1º maggio - Emilio Secci, politico italiano († 1976)
- 1º maggio - Hansi Wendler, attrice tedesca († 2010)
- 2 maggio - Nigel Patrick, attore britannico († 1981)
- 2 maggio - Axel Springer, giornalista tedesco († 1985)
- 3 maggio - Virgil Fox, organista statunitense († 1980)
- 3 maggio - May Sarton, poetessa e scrittrice belga († 1995)
- 3 maggio - Alberto Rizzotti, editore, agronomo e giornalista italiano († 2014)
- 3 maggio - Joop van Woerkom, pallanuotista olandese († 1998)
- 4 maggio - Maybeth Carr, attrice statunitense († 1996)
- 4 maggio - Joseph Gruber, calciatore e allenatore di calcio austriaco († 1967)
- 4 maggio - Cyriel Van Overberghe, ciclista su strada belga († 1995)
- 5 maggio - Lorenzo Forteleoni, politico italiano († 1975)
- 5 maggio - Elfego Hernán Monzón Aguirre, politico guatemalteco († 1981)
- 5 maggio - Matilde Urrutia, cantante e scrittrice cilena († 1985)
- 5 maggio - Gino Zannini, politico italiano († 2005)
- 6 maggio - Mwambutsa Bangiricenge, re burundese († 1977)
- 6 maggio - Jimmy Gibb, calciatore nordirlandese († 1958)
- 6 maggio - Ugo Novelli, basso italiano († 1968)
- 6 maggio - Ellen Preis, schermitrice austriaca († 2007)
- 6 maggio - Bill Quinn, attore statunitense († 1994)
- 7 maggio - Ugo Adriano Graziotti, scultore, pittore e matematico italiano († 2000)
- 8 maggio - Harvey Charters, canoista canadese († 1995)
- 8 maggio - Gertrud Fussenegger, scrittrice austriaca († 2009)
- 8 maggio - Joyce Lussu, partigiana, scrittrice e traduttrice italiana († 1998)
- 8 maggio - Víctor Valussi, calciatore argentino († 1995)
- 9 maggio - Pedro Armendáriz, attore messicano († 1963)
- 9 maggio - Jaroslav Kraus, calciatore boemo
- 9 maggio - Arnošt Kreuz, calciatore cecoslovacco († 1974)
- 9 maggio - Janusz Patrzykont, cestista e allenatore di pallacanestro polacco († 1982)
- 10 maggio - Olga Bancic, partigiana rumena († 1944)
- 10 maggio - Carino Gambacorta, storico e politico italiano († 1993)
- 10 maggio - Maksis Kazāks, cestista lettone († 1983)
- 10 maggio - Mary Anne MacLeod Trump, filantropa britannica († 2000)
- 10 maggio - Leo Trovati, calciatore italiano († 1979)
- 10 maggio - Heinrich Uukkivi, calciatore estone († 1943)
- 11 maggio - Saadat Hasan Manto, scrittore, saggista e commediografo pakistano († 1955)
- 11 maggio - Sergej Mašera, ufficiale jugoslavo († 1941)
- 11 maggio - Don Towsley, animatore e regista statunitense († 1986)
- 12 maggio - James Grant, funzionario statunitense († 1995)
- 12 maggio - Willie Hall, calciatore inglese († 1967)
- 12 maggio - Henry Jonsson, mezzofondista svedese († 2001)
- 12 maggio - Luigi Lladó Teixidor, religioso spagnolo († 1936)
- 12 maggio - Gianni Monnet, artista, architetto e grafico italiano († 1958)
- 12 maggio - William Yarborough, generale statunitense († 2005)
- 13 maggio - Dmitrij Bal'termanc, fotoreporter sovietico († 1990)
- 13 maggio - Helen Craig, attrice statunitense († 1986)
- 13 maggio - Gil Evans, pianista, arrangiatore e compositore canadese († 1988)
- 13 maggio - Pim Goff, cestista, giocatore di baseball e allenatore di pallacanestro statunitense († 1980)
- 13 maggio - Willy Jürissen, calciatore tedesco († 1990)
- 13 maggio - Felix Kracht, ingegnere tedesco († 2002)
- 13 maggio - Cesco Vian, ispanista e traduttore italiano († 2013)
- 14 maggio - Giorgio Graffer, ufficiale, aviatore e alpinista italiano († 1940)
- 14 maggio - Fernand Pouillon, architetto francese († 1986)
- 14 maggio - Wolfgang Schleif, regista e sceneggiatore tedesco († 1984)
- 15 maggio - Michele Fiorino, militare italiano († 1940)
- 15 maggio - Max Kämpf, pittore svizzero († 1982)
- 16 maggio - Alfred Aston, allenatore di calcio e calciatore francese († 2003)
- 16 maggio - Giorgio Bernardi, arbitro di calcio italiano († 1988)
- 16 maggio - William Ludwig, sceneggiatore statunitense († 1999)
- 17 maggio - Alec Clunes, attore e direttore teatrale inglese († 1970)
- 17 maggio - Gaudenzio Dell'Aja, religioso, storico e saggista italiano († 1993)
- 17 maggio - Marie Déa, attrice francese († 1992)
- 17 maggio - Clarence Parker, giocatore di football americano e giocatore di baseball statunitense († 2013)
- 17 maggio - Sándor Végh, compositore, violinista e direttore d'orchestra ungherese († 1997)
- 17 maggio - Percy M. Young, musicologo, giornalista e organista britannico († 2004)
- 18 maggio - Jorge Alberti, calciatore argentino († 1985)
- 18 maggio - Richard Brooks, regista, sceneggiatore e scrittore statunitense († 1992)
- 18 maggio - Perry Como, cantante, showman e attore statunitense († 2001)
- 18 maggio - John Crosby, scrittore e giornalista statunitense († 1991)
- 18 maggio - Eliodoro Farronato, presbitero e missionario italiano († 1955)
- 18 maggio - Ermanno Gabetta, partigiano e militare italiano († 1945)
- 18 maggio - Hermann Langbein, antifascista e storico austriaco († 1995)
- 18 maggio - Letizia Nicoletti, partigiana, docente e attivista italiana († 2014)
- 18 maggio - Ermanno Montanari, calciatore italiano († 1983)
- 18 maggio - Georg von Opel, imprenditore e canottiere tedesco († 1971)
- 18 maggio - Walter Sisulu, politico sudafricano († 2003)
- 19 maggio - Alice Franz, attrice e doppiatrice tedesca († 2011)
- 19 maggio - Kati Horna, fotografa ungherese († 2000)
- 19 maggio - Krishna Kumarsinhji Bhavsinhji, principe e politico indiano († 1965)
- 19 maggio - Enzo Merolle, produttore cinematografico italiano († 1977)
- 19 maggio - Pietro Palazzini, cardinale italiano († 2000)
- 20 maggio - Rodolfo Blecich, calciatore italiano († 1959)
- 20 maggio - Moses Israel Finley, storico e etnologo statunitense († 1986)
- 20 maggio - Secondino Ortega García, presbitero spagnolo († 1936)
- 20 maggio - Chaim Perelman, filosofo polacco († 1984)
- 20 maggio - Nereo Rocco, calciatore e allenatore di calcio italiano († 1979)
- 20 maggio - Wilfrid Sellars, filosofo statunitense († 1989)
- 20 maggio - Kurt Heinrich Wolff, sociologo tedesco († 2003)
- 21 maggio - Kurt Bolender, militare tedesco († 1966)
- 21 maggio - Carmelo Cappello, scultore italiano († 1996)
- 21 maggio - Hassan El-Far, calciatore egiziano († 1973)
- 22 maggio - Herbert Brown, chimico britannico († 2004)
- 22 maggio - Roger Furst, militare e aviatore francese († 1972)
- 22 maggio - Virginio Rotondi, presbitero italiano († 1990)
- 23 maggio - Stephanie Bachelor, attrice statunitense († 1996)
- 23 maggio - Jean Françaix, compositore e pianista francese († 1997)
- 23 maggio - Marius Goring, attore britannico († 1998)
- 24 maggio - Alfred Andriola, fumettista statunitense († 1983)
- 24 maggio - Joseph Anthony, drammaturgo, attore e regista statunitense († 1993)
- 24 maggio - Leo Gasperl, sciatore alpino austriaco († 1997)
- 25 maggio - Emilio Alonso Larrazábal, calciatore spagnolo († 1989)
- 25 maggio - James Cardno, bobbista britannico († 1975)
- 25 maggio - Deokhye di Corea, principessa coreana († 1989)
- 25 maggio - Peter Werner Häberlin, fotografo svizzero († 1953)
- 25 maggio - Isidro Lángara, calciatore e allenatore di calcio spagnolo († 1992)
- 25 maggio - Raggio Montanari, calciatore italiano († 1987)
- 25 maggio - Marshall Wayne, tuffatore statunitense († 1999)
- 25 maggio - Patrick White, scrittore, drammaturgo e saggista australiano († 1990)
- 26 maggio - Carolin Babcock, tennista statunitense († 1987)
- 26 maggio - Carvalho Leite, calciatore brasiliano († 2004)
- 26 maggio - Leone Casagranda, militare e presbitero italiano († 1943)
- 26 maggio - Charles Hemmerlin, cestista francese († 1960)
- 26 maggio - János Kádár, politico ungherese († 1989)
- 26 maggio - Paolo Lugano, militare italiano († 1937)
- 26 maggio - Jay Silverheels, attore canadese († 1980)
- 27 maggio - John Cheever, scrittore statunitense († 1982)
- 27 maggio - Aldo De Vidal, pittore italiano († 2006)
- 27 maggio - Roberto Gaja, diplomatico italiano († 1992)
- 27 maggio - Norio Taniguchi, ingegnere giapponese († 1999)
- 28 maggio - Chuck Bloedorn, cestista e giocatore di baseball statunitense († 1998)
- 28 maggio - Ferrero Marianetti, tuffatore italiano († 1970)
- 28 maggio - John Payne, attore statunitense († 1989)
- 28 maggio - Ruby Payne-Scott, fisica e docente australiana († 1981)
- 28 maggio - Carlo Villa, calciatore italiano († 1975)
- 29 maggio - Iris Adrian, attrice e ballerina statunitense († 1994)
- 29 maggio - John Gilling, regista e sceneggiatore inglese († 1984)
- 29 maggio - Pamela Hansford Johnson, scrittrice, critica letteraria e poetessa britannica († 1981)
- 30 maggio - Julius Axelrod, biochimico statunitense († 2004)
- 30 maggio - Aldo Giuseppe Borel, allenatore di calcio e calciatore italiano († 1979)
- 30 maggio - Roger Courtois, calciatore e allenatore di calcio francese († 1972)
- 30 maggio - Hugh Griffith, attore gallese († 1980)
- 30 maggio - Antonio Larsimont Pergameni, militare e aviatore italiano († 1942)
- 30 maggio - Joseph Stein, commediografo e poeta statunitense († 2010)
- 30 maggio - Julian Symons, scrittore, critico letterario e poeta britannico († 1994)
- 30 maggio - Antonio Tricarico, calciatore italiano († 1991)
- 30 maggio - François Tuefferd, fotografo e gallerista francese († 1996)
- 30 maggio - György Újszászy, militare e aviatore ungherese († 1981)
- 31 maggio - Alfred Deller, controtenore e direttore di coro britannico († 1979)
- 31 maggio - Otto Marischka, calciatore tedesco († 1991)
- 31 maggio - Dave O'Brien, attore, regista e commediografo statunitense († 1969)
- 31 maggio - Georgij Ivanovič Petrov, ingegnere sovietico († 1987)
- 31 maggio - Martin Schwarzschild, astronomo tedesco († 1997)
- 31 maggio - Wu Jianxiong, fisica cinese († 1997)
- 31 maggio - Jean de Selys Longchamps, aviatore belga († 1943)